# Mistrzostwa Świata w Pięcioboju Nowoczesnym 1961
Mistrzostwa Świata w Pięcioboju Nowoczesnym 1961 – 10. edycja mistrzostw odbyła się w Moskwie.

## Klasyfikacja medalowa
| Lp. | Państwo           | złoto | srebro | brąz | Razem |
| --- | ----------------- | ----- | ------ | ---- | ----- |
| 1   | ZSRR              | 2     | 1      | -    | 3     |
| 2   | Węgry             | -     | 1      | 1    | 2     |
| 3   | Stany Zjednoczone | -     | -      | 1    | 1     |

## Medaliści

### Mężczyźni
| Złoto                                                 | Srebro                                           | Brąz                                                            |
| Indywidualnie                                         |                                                  |                                                                 |
| Igor Nowikow                                          | Iwan Deriuchin                                   | András Balczó                                                   |
| Drużynowo                                             |                                                  |                                                                 |
| ZSRR · Iwan Deriuchin · Boris Pakhomov · Igor Nowikow | Węgry · Ferenc Török · Imre Nagy · András Balczó | Stany Zjednoczone · Robert Beck · Allan Jackson · Richard Stohl |